# Cazaux-d’Anglès
Cazaux-d’Anglès (gaskognisch Casaus) ist eine französische Gemeinde mit 112 Einwohnern (Stand 1. Januar 2022) im Département Gers in der Region Okzitanien (bis 2015 Midi-Pyrénées); sie gehört zum Arrondissement Auch und zum Gemeindeverband Artagnan de Fezensac. Die Bewohner nennen sich Cazalais/Cazalaises.

## Geografie
Cazaux-d’Anglès liegt rund 26 Kilometer westlich von Auch im Zentrum des Départements Gers. Die Gemeinde besteht aus den Orten Cazaux-d’Anglès, Ardens und Montgaillard sowie Kleinsiedlungen und Einzelgehöften. Die Auzoue bildet teilweise die westliche Gemeindegrenze. Nachbargemeinden sind Belmont und Tudelle im Norden, Bazian im Nordosten und Osten, Riguepeu im Osten und Südosten, Castelnau-d’Anglès und Callian im Süden, Peyrusse-Grande im Südwesten und Westen sowie Lupiac im Nordwesten.

## Geschichte
Die Gemeinde besteht in der heutigen Form erst seit 1821. Damals vereinigte sich die ehemalige Gemeinde Cazaux-d’Anglès (1821: 224 Einwohner) mit den Gemeinden Ardens (1821: 162 Einwohner) und Mont-Gaillard (1821: 217 Einwohner) zur heutigen Gemeinde. Im Mittelalter lag Cazaux-d’Anglès in der historischen Landschaft Gascogne und teilte dessen Schicksal. Cazaux-d’Anglès gehörte von 1793 bis 1801 zum District Auch. Seit 1801 ist Cazaux-d’Anglès dem Arrondissement Auch zugeteilt und gehörte von 1793 bis 2015 zum Wahlkreis (Kanton) Vic-Fezensac (ursprünglich Kanton Vic-sur-Losse genannt).

## Bevölkerungsentwicklung
Die Einwohnerentwicklung ist typisch für eine französische Landgemeinde. Normal sind die Entwicklungen zwischen 1800 und 1821 mit einem starken Wachstum und die folgende starke Landflucht. Zwischen 1821 und 1999 nahm die Einwohnerzahl um 80,6 Prozent ab.
| Jahr                       | 1962 | 1968 | 1975 | 1982 | 1990 | 1999 | 2006 | 2011 | 2020 |
| Einwohner                  | 178  | 172  | 130  | 124  | 120  | 116  | 140  | 123  | 114  |
| Quellen: Cassini und INSEE |      |      |      |      |      |      |      |      |      |

## Belege
1. ↑  Cassini
2. ↑  INSEE